# Storm over Akhabakhadar
 Storm over Akhabakhadar  is een verhaal uit de Belgische stripreeks Piet Pienter en Bert Bibber van Pom.
Het verhaal verscheen voor het eerst in Gazet Van Antwerpen van 10 april 1959 tot 29 augustus 1959 en als nummer 12 in de reeks bij De Vlijt.

## Personages
- Piet Pienter
- Bert Bibber
- Susan
- John Raffia
- Jack Prodth
- Hadsji Ben Mhazouth
- Ibn Ben Zhine

## Albumversies
Storm over Akhabakhadar verscheen in 1959 als album 12 bij uitgeverij De Vlijt. In 1996 gaf uitgeverij De Standaard het album opnieuw uit.